# USS G-2 (SS-27)
USS G-2 (SS-27) – amerykański okręt podwodny typu G z okresu I wojny światowej. Była to druga jednostka zaprojektowana przez Simona Lake’a, która została przyjęta do służby w amerykańskiej marynarce wojennej. Okręt wszedł do służby w 1913 roku. 

## Projekt i budowa
USS G-2 był drugim okrętem podwodnym zaprojektowanym dla United States Navy przez konstruktora Simona Lake’a i bazował na projekcie USS G-1. Budowa okrętu rozpoczęła się 20 października 1909 roku w stoczni Lake Torpedo Boat w Bridgeport w stanie Connecticut . Początkowo okręt budowany był jako USS „Tuna”, jednak 17 listopada 1911 roku nazwę zmieniono na G-2. Okręt zwodowano 10 stycznia 1912 roku. W listopadzie 1913 roku okręt przeholowano do stoczni New York Navy Yard, gdzie miała zostać dokończona budowa. Okręt wszedł do służby 1 grudnia 1913 roku .

## Służba
Po wejściu do służby G-2 został odholowany do bazy w Newark przez bazę okrętów podwodnych USS „Ozark”. Podczas testów i ćwiczeń wykryto na nim szereg wad i usterek wymagających remontu w stoczni. Okręt odholowano do Nowego Jorku w celu naprawy w marcu 1914 roku, a następnie czasowo wycofano ze służby 15 czerwca 1914 roku. 6 lutego 1915 roku okręt ponownie wszedł do służby i został przydzielony do 3 Flotylli Okrętów Podwodnych. 18 maja okręt uczestniczył w rewii morskiej, której honorowym gościem był prezydent Woodrow Wilson. W czerwcu przebywając na East River był jednym z trzech okrętów podwodnych biorących udział w kolizji, dwa pozostałe to USS G-4 (SS-26) i USS K-22. Do czerwca 1917 roku okręt większość czasu spędzał na remontach i modernizacjach . Po tym czasie był wykorzystywany do zadań szkolnych i badawczych. Brał m.in. udział w testowaniu nowych urządzeń akustycznych do wykrywania okrętów podwodnych . 
Okręt wycofano ze służby 2 kwietnia 1919 roku. Okręt został celem do testowania skutków wybuchów bomb głębinowych. 30 lipca 1919 roku podczas badania skutków wybuchów przez sześcioosobowy zespół ekspertów, okręt nagle zaczął tonąć, w wyniku czego zginęły 3 osoby .